# Indian Forester
Indian Forester es una revista ilustrada con descripciones botánicas que es editada en la India desde el año 1875.